# Finnur Jónsson (filolog)
Finnur Jónsson, född den 29 maj 1858 i Akureyri på Island, död den 30 mars 1934, var en isländsk språk- och litteraturforskare, som under sina verksamma år gjorde omfattande bidrag till kunskapen om fornnordisk mytologi, litteratur- och språkhistoria.

## Biografi
Finnur Jónsson blev student från Reykjaviks latinskola 1878, filologie kandidat i Köpenhamn 1884, disputerade 1885 för doktorsgraden med avhandlingen Kritiske studier.... Han blev privatdocent samma år, avlönad docent 1887 och 1889 e.o. professor i nordisk filologi. Han var ordinarie professor i nordisk filologi vid Köpenhamns universitet åren 1911-1928. Han var ledamot av Vetenskaps- och vitterhetssamhället i Göteborg (1905) och korresponderande ledamot av Vitterhets-, Historie- och Antikvitetsakademien (1908). Han blev 1921 hedersdoktor vid Islands universitet.   
Finnur Jónsson gjorde omfattande studier av fornvästnordisk litteratur. Han hade en ovanlig beläsenhet, särskilt inom den isländska litteraturen, och var en av sin tids allra främsta kännare av fornisländska handskrifter. Som litteraturforskare och mytolog utmärkte han sig genom grundlig lärdom och motvilja mot djärvare hypoteser samt en viss konservatism, som särskildt trädde i dagen i hans polemik mot Bugges teorier om anglosaxiskt och iriskt inflytande på den fornnordiska kulturen; han medgav främmande inflytande, men trodde det vara äldre och kommet från söder, ej från väster. 
I fråga om Edda-kvädenas ursprung höll Finnur Jónsson före, att Norge är hemorten för de flesta av dem; ett mindre antal förlägger han till Grönland, ännu färre till Island. Mot honom uppträdde förutom Bugge B.M. Ólsen, som förfäktade dessa kvädens isländska härkomst. Finnur Jónssons älsklingsämne var de gamla skaldekvädena, och han bidrog mer än de flesta av sin tids forskare till att sprida ljus över dunkla ställen i dem. I förening med Daniel Bruun verkställde Finnur Jónsson somrarna 1907-1909 grävningar efter ruiner av gudatempel på olika ställen på norra Island.

### Artiklar
- Arkiv for nordisk filologi. Um Skíðarímu. (1885)
- Tímarit Hins íslenzka bókmentafélags. Hvar eru Eddukvæðin til orðin?. (1895)

## Utmärkelser
- Riddare av Dannebrogorden,  1906[3]
- Dannebrogsmännens hederstecken,  1919[3]
- Hedersdoktor vid Islands universitet,  1921
- Kommendör av Dannebrogorden,  1925[3]

[Redigera Wikidata]